# Pic del ferro
El pic del ferro és un màxim local als voltants del Fe (V, Cr, Mn, Fe, Co i Ni) en la gràfica de les abundàncies dels elements químics. Pels elements anteriors al ferro, la fusió nuclear allibera energia. Pels elements més pesants que el ferro, la fusió nuclear consumeix energia, però la fissió nuclear, l'allibera. Els elements químics fins al pic del ferro es produeixen en la nucleosíntesi estel·lar ordinària. Els elements més pesants només es produeixen en la nucleosíntesi de les supernoves. Això és perquè tenim més elements en el pic del ferro que en els seus voltants.

Les abundàncies dels elements químics en el Sistema Solar. L'hidrogen i l'heli són els més comuns, des del big-bang. Els següents tres elements (Li, Be, B) són rars, ja que se sintetitzaren poc en el bing bang i en les estrelles. Les dues tendències generals en els romanents dels elements de producció estel·lar són: (1) Una alternança d'abundància en elements quan tenen nombres atòmics parells o senars, i (2) una disminució general en abundància, quan els elements esdevenen més pesants. El pic del ferro es pot veure en els elements propers al ferro com a efecte secundari, incrementant les abundàncies relatives dels elements amb nuclis més fortament units.

## Energia d'enllaç
El gràfic mostra l'energia d'enllaç de diferents elements. Els valors creixents de l'energia d'enllaç es pot interpretar de dues maneres: 
1. És l'energia necessària per traure un nucleó d'un nucli; i
2. És l'energia alliberada quan un nucleó s'afegeix a un nucli.

Com es pot veure, els elements lleugers com l'hidrogen allibera grans quantitats d'energia (un gran augment de l'energia d'enllaç) quan s'afegeixen nucleons—el procés de fusió. Al contrari, els elements pesants com l'urani allibera energia quan se li trauen—procés de fissió nuclear. Encara que nuclis amb 58 i 62 nucleons tenen energies d'enllaç molt altes, fusionant quatre nucleons de níquel–56 per produir el següent element — zinc–60 — de fet necessita energia més que alliberar-la. Segons això, el níquel–56 és el darrer producte de fusió produït al centre d'estrelles d'alta massa.